# Niszczyciele typu Gerard Callenburgh
Niszczyciele typu Gerard Callenburgh – typ holenderskich niszczycieli z okresu II wojny światowej. Z rozpoczętych czterech okrętów tylko jeden wszedł do służby w marynarce holenderskiej („Isaac Sweers”), drugi w niemieckiej (ZH1), a dwa nie zostały ukończone. W literaturze typ ten określa się najczęściej jako Gerard Callenburgh, rzadziej jako Tjerk Hiddes.

## Historia rozwoju
W połowie lat 30. Holandia zdecydowała zbudować nowe niszczyciele, w związku z wzrastającym zagrożeniem ze strony Japonii dla kolonii holenderskich w Holenderskich Indiach Wschodnich. Nowe okręty zaprojektowano z pomocą brytyjskiej firmy Yarrow Shipbuilders, która wcześniej opracowała projekt poprzedniego typu holenderskich niszczycieli Admiralen. Nowe okręty były większe o ok. 300 t w stosunku do typu Admiralen i posiadały wzmocnione uzbrojenie (5 dział 120 mm i 8 wyrzutni torped w stosunku do 4 dział i 6 wt), nacisk położono zwłaszcza na ulepszenie systemu kierowania ogniem i wzmocnienie uzbrojenia przeciwlotniczego. Mimo to, były słabsze od dużych niszczycieli japońskich (typ Asashio i następnych).
W 1937 i 1938 zamówiono w holenderskich stoczniach budowę czterech okrętów, którą rozpoczęto na przełomie 1938 i 1939. Okręty budowano w stoczniach: Rotterdamsche Droogdok Mij w Rotterdamie (RDM) i Koninklijke Mij „De Schelde” we Vlissingen. Dwa pierwsze okręty wodowano już po wybuchu II wojny światowej, w październiku 1939, trzeci w marcu 1940. Żaden z okrętów nie został ukończony przed niemieckim atakiem na Holandię w maju 1940.
| Nazwa               | położenie stępki, stocznia | wodowanie  | wejście do służby             | los                      |
| ------------------- | -------------------------- | ---------- | ----------------------------- | ------------------------ |
| Gerard Callenburgh  | 12.10.1938, RDM            | 12.10.1939 | 11.10.1942 (Niemcy, jako ZH1) | zatopiony 9 czerwca 1944 |
| Tjerk Hiddes        | 01.10.1938, RDM            | 12.10.1939 | –                             | złomowany                |
| Isaac Sweers        | 26.11.1938, De Schelde     | 16.03.1940 | 29.03.1941 (Holandia)         | zatopiony 13.11.1942     |
| Philips van Almonde | 02.03.1939, De Schelde     | –          | –                             | wysadzony 17.05.1940     |

Jedynie świeżo wodowany kadłub niszczyciela „Isaac Sweers” został po niemieckim ataku na Holandię odholowany do Wielkiej Brytanii i tam ukończony, po czym wszedł do służby we flocie holenderskiej. W celu uniknięcia zdobycia przez Niemców, nieukończone niszczyciele „Gerard Callenburgh” i „Tjerk Hiddes” zostały samozatopione w stoczni 15 i 14 maja 1940, a niezwodowany „Philips van Almonde” został wysadzony na pochylni. „Gerard Callenburgh” został jednak wydobyty przez Niemców i po ukończeniu wszedł do służby 11 października 1942 jako ZH1. Niemcy wydobyli również „Tjerk Hiddes”, lecz zrezygnowali z jego ukończenia (miał on otrzymać nazwę ZH2).

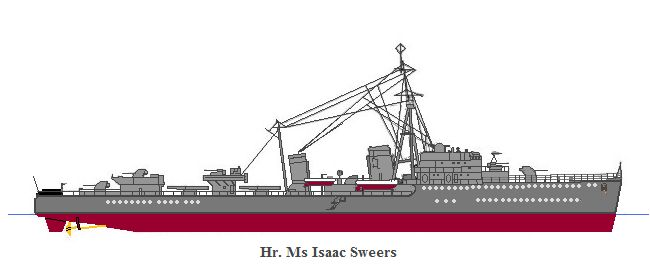
„Isaac Sweers” w ostatecznej postaci

## Opis konstrukcji
Okręty typu Gerard Callenburgh były niszczycielami średniej wielkości, miały architekturę typową dla niszczycieli, z podniesionym pokładem dziobowym na ok. 30% długości kadłuba. Rzadziej spotykane było rozmieszczenie uzbrojenia głównego w postaci dwudziałowych stanowisk z maskami przeciwodłamkowymi na pokładzie dziobowym i rufowym oraz pojedynczego stanowiska piątego działa z maską przeciwodłamkową na nadbudówce rufowej (w takim układzie został ukończony tylko ZH1). Ogółem, ich uzbrojenie główne było dość silne (więcej o jedno działo w stosunku do typowych niszczycieli przedwojennych), aczkolwiek słabsze, niż dużych niszczycieli. Okręty miały od początku być wyposażone w silne, najnowocześniejsze wówczas na świecie małokalibrowe uzbrojenie przeciwlotnicze, w postaci dwóch podwójnie sprzężonych stabilizowanych działek Bofors 40 mm z systemem kierowania ogniem Hazemeyer. Stanowiska działek umieszczone były racjonalnie: w osi okrętu, przed nadbudówką dziobową i na platformie w części rufowej, między wyrzutniami torped (rozmieszczenie takie pozwalało na ostrzał dookoła, a w kierunku na boki – przez oba stanowiska, przez to było nieco lepsze, niż na polskich niszczycielach typu Grom). Uzbrojenie torpedowe było dość silne, w postaci dwóch poczwórnych wyrzutni torped w osi okrętu. Unikalną cechą wśród niszczycieli światowych, przejętą z typu Admiralen, miała być możliwość przenoszenia na platformie między kominami wodnosamolotu zwiadowczego – wymóg ten wprowadzono z uwagi na specyfikę służby na rozległych obszarach Indii Holenderskich (stawianie wodnosamolotu na wodę za pomocą dźwigu nie było mimo to praktycznym rozwiązaniem). Ukończone okręty nie miały jednak tej możliwości.
Okręty miały dwie kotłownie i jedną maszynownię, w układzie liniowym, bardziej podatnym na uszkodzenia bojowe. Spaliny z kotłowni były odprowadzane przez dwa kominy. Siłownia zapewniała okrętom dużą szybkość maksymalną.

## Służba w skrócie

### Isaac Sweers
Kadłub niszczyciela „Isaac Sweers” został w dniach 10–11 maja 1940 przeholowany do Wielkiej Brytanii i tam następnie ukończony w stoczni Thornycroft w Southampton. Projekt nieco zmieniono, dostosowując go do brytyjskiego uzbrojenia i wyposażenia. W miejsce dział 120 mm otrzymał 6 dział uniwersalnych 102 mm Mk XVI w trzech dwudziałowych stanowiskach z maskami przeciwodłamkowymi, z brytyjskim systemem kierowania ogniem. Otrzymał ponadto przewidziane dla niego 4 działka plot. 40 mm oraz 2 poczwórnie sprzężone wkm-y przeciwlotnicze 12,7 mm (we wrześniu 1942 mało efektywne wkm-y plot. zamieniono na 4 działka Oerlikon 20 mm). Z nowym zestawem uzbrojenia uzyskał duże możliwości zwalczania celów powietrznych. Po wyposażeniu, „Isaac Swers” wszedł do służby we flocie holenderskiej stacjonującej w Wielkiej Brytanii 29 marca 1941. Nosił znak burtowy G83.
„Sweers” operował głównie na Morzu Śródziemnym, biorąc udział w osłonie operacji konwojowych na Maltę od września 1941. 12 grudnia 1941 wziął udział z niszczycielami HMS „Sikh”, „Maori” i „Legion” w starciu z włoskimi krążownikami koło przylądka Bon, w którym „Sikh” i „Legion” zatopiły torpedami krążowniki „Alberico da Barbiano” i „Alberto di Giussano”. 17 grudnia brał udział w pierwszej bitwie w Zatoce Syrta, z flotą włoską. W lutym 1942 został przeniesiony do brytyjskiej Floty Wschodniej, bazującej w Kolombo, po czym po remoncie powrócił na Morze Śródziemne we wrześniu 1942. 13 listopada 1942 „Isaac Sweers” został zatopiony przez niemiecki okręt podwodny U-431 w rejonie Algieru.

### Gerard Callenburgh/ZH1
„Gerard Callenburgh”, będący w trakcie wyposażania, został samozatopiony w stoczni w Rotterdamie 15 maja 1940, po czym podniesiony przez Niemców 17 lipca 1940 i po ukończeniu w Hamburgu wcielony do służby 11 października 1942 pod oznaczeniem ZH1. Okręt miał pierwotny zestaw uzbrojenia głównego (5 dział 120 mm), jedynie zastosowano niemieckie małokalibrowe uzbrojenie przeciwlotnicze – 4 półautomatyczne działka plot. 37 mm C/30 (znacznie mniej skuteczne od planowanych 40 mm) i do 16 działek plot. 20 mm C/38. Nieco zmieniono formę nadbudówki dziobowej.
ZH1 wchodził w skład niemieckiej 8. Flotylli Niszczycieli „Narvik” i wziął udział w bitwie pod Ushant 9 czerwca 1944, w której został ciężko uszkodzony przez niszczyciele alianckie, głównie HMS „Tartar” i „Ashanti”, następnie zatopiony przez załogę o godzinie 2.40.

## Dane techniczne
Dane projektowe, ukończone okręty nieco się różniły.
- wyporność:
  - standardowa: 1628 t
  - pełna: 2240 t
- wymiary:
  - długość: 106,3 m
  - szerokość: 10,28 m
  - zanurzenie: 3,5 m
- napęd: 2 turbiny parowe systemu Parsonsa(inne języki) o mocy łącznej 45 000 KM, 3 kotły parowe Yarrow, 2 śruby
- prędkość maksymalna: 37,5 węzłów
- zasięg: 5400 mil morskich przy prędkości 19 w
- zapas paliwa: 560 t mazutu
- załoga: 180 (230 na ZH-1)

Uzbrojenie i wyposażenie:
dane projektowe, zmiany uzbrojenia ukończonych okrętów w tekście głównym i poszczególnych artykułach.
- 5 dział kalibru 120 mm Bofors (Wilton-Fijenoord) No.8 w podwójnych i pojedynczym stanowiskach (2xII, 1xI)
  - Długość lufy L/45 (45 kalibrów), donośność maksymalna 19 500 m, kąt podniesienia +45°, masa pocisku 20,5 kg
- 4 działka przeciwlotnicze 40 mm Bofors-Hazemeyer L/56 (2xII)
- 4 wkm przeciwlotnicze 12,7 mm (1xIV)
- 8 wyrzutni torpedowych 533 mm (2xIV)
- 4 miotacze bomb głębinowych, bomby głębinowe
- możliwość zabrania 24 min morskich
- 1 wodnosamolot Fokker C.VIIW